# Museo dell’Opera del Duomo
A Museo dell'Opera del Duomo (magyarul Dóm-múzeum vagy A Dóm múzeuma), az olaszországi Firenze történelmi központjában, a firenzei dóm kórusával szemben, a Dóm tér 24. szám alatt található. Az épület eredetileg a dóm építőcsarnoka volt, 1891 óta múzeum. Kiállításain bemutatja a dóm, a campanile és a Szent János-keresztelőkápolna építésének a történetét.

## Látnivalói
A múzeum látnivalói közé számítanak azok a szobrok, amik valaha a dóm homlokzatát díszítették: Keresztelő Szent János szobra Donatellótól, Szent Lukács szobra Nanni di Bancótól, VIII. Bonifác pápa szobra Arnolfo di Cambiótól. Kiállítási anyag részét képezik kódexek, misekönyvek, aranyból vagy ezüstből készült ereklyetartók is. Két énekeskarzatot is a múzeum őriz, ezek az 1430-as években készültek mint Donatello és Luca della Robbia alkotásai. Eredetileg a dóm két sekrestyeajtaja fölött voltak láthatóak, de 1688-ban egy esküvő alkalmával elbontották őket, és csak a 19. század végén állították őket újra össze.
A múzeumban láthatóak még Donatellónak azok a szobrai, amik eredetileg a Campanile külső fülkéiben álltak. Ezek a szobrok Mózest, Keresztelő Szent Jánost és Jeremiás prófétát ábrázolják, valamint a „tökfejnek" becézett szobor is látható, ami valószínűleg Habakuk prófétát ábrázolja. Ezeken kívül itt őriznek néhányat Michelozzo, Verrocchio és Nanni di Bartolo szobraiból is.
A múzeumban találhatóak még a Campanile alsó dombormű sorának eredeti darabjai, valamint a keresztelőkápolnából idehozott ezüstoltár, melyen 114 évig, 1366-tól 1480-ig dolgoztak a különféle mesterek, köztük Michelozzo, Pollaiuolo és Verrocchio. A dóm több famodellje is megtekinthető a múzeumban, köztük az a modell, amit Brunelleschi készített a kupola laternájához.
Megtekinthetőek Brunelleschi mesterembereinek a szerszámai, Arnolfo di Cambio templomhomlokzat-másolatát, valamint itt található Michelangelónak a saját sírjára szánt Pietàja is.
1990 óta a múzeumban van kiállítva a keresztelőkápolna Paradicsomi kapujának eredetije is.

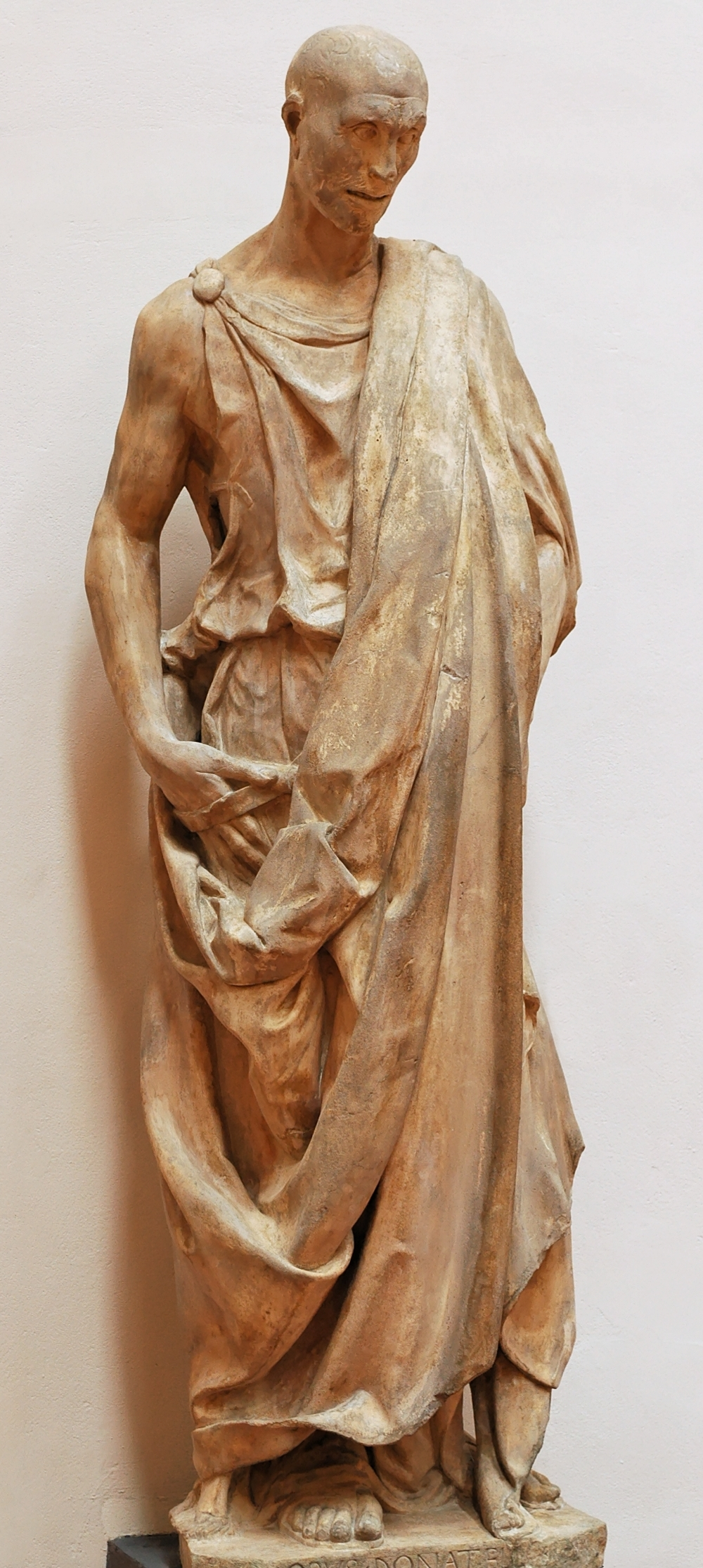
A "tökfej", Habakuk próféta szobra, (Donatello)
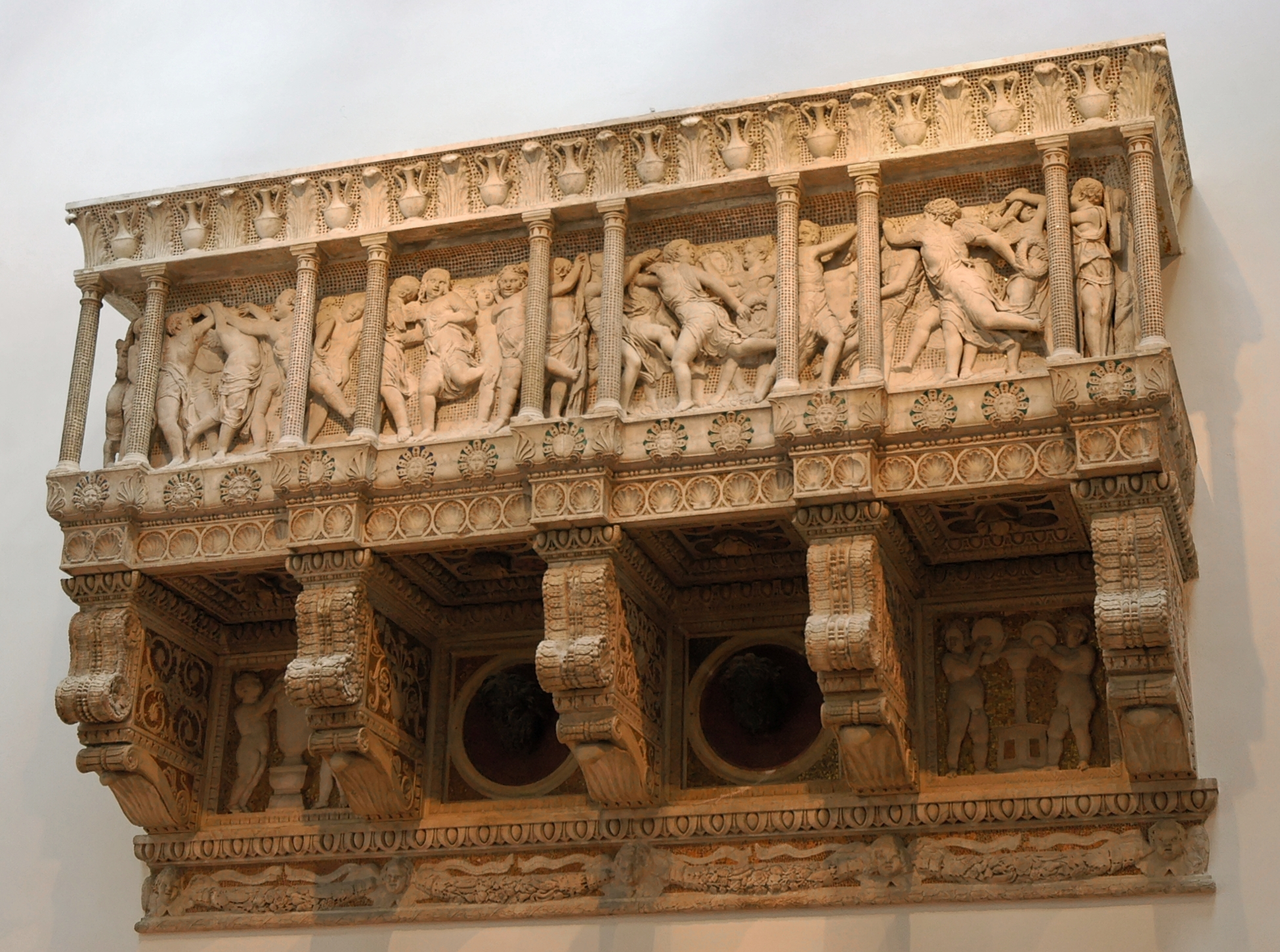
Énekeskarzat (Donatello)
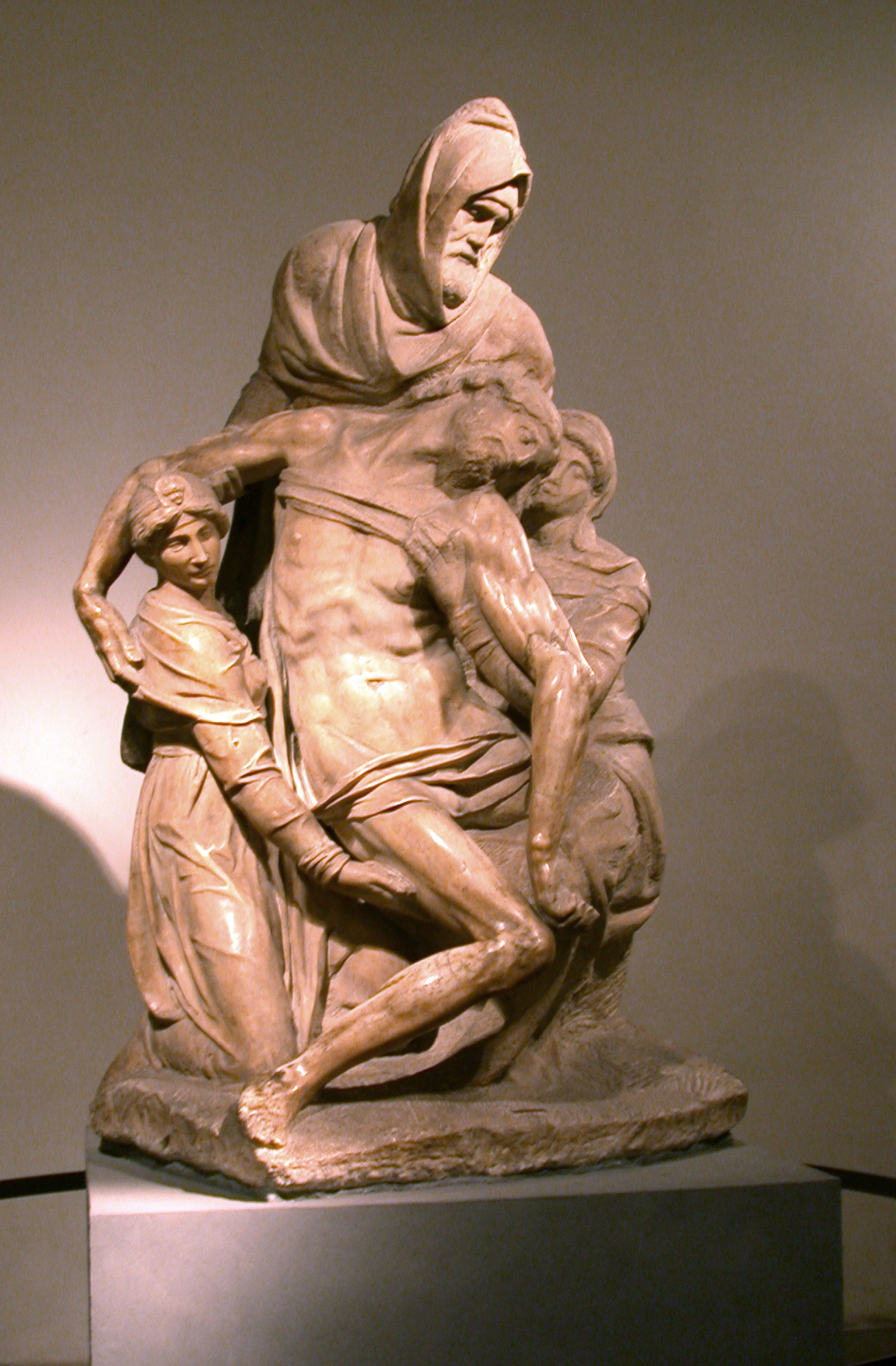
Pietà (Michelangelo)